# Tempi difficili: I sotterranei della libertà
Tempi difficili (Os Subterrâneos da Liberdade I. Os Ásperos Tempos) è la prima parte della trilogia I sotterranei della libertà, pubblicata dallo scrittore brasiliano Jorge Amado nel 1954.
In italiano I sotterranei della libertà è stato tradotto da Daniela Ferioli e pubblicato da Einaudi in tre volumi, nel 1998, 2001 e 2002. La scelta editoriale in tre volumi si può ritrovare anche nella traduzione in spagnolo,

## Trama
A San Paolo, la sera del 31 ottobre 1937, nelle case ricche e povere, si tengono vari intrattenimenti e dappertutto si parla della preoccupante situazione politica brasiliana. Gli esponenti dell'alta borghesia sostengono il conservatore Armando Sales, sapendo che sta progettando un colpo di Stato, ma anche Getúlio Vargas, con l'appoggio di un movimento integralista, guidato da Plínio Salgado, prepara un golpe. I sostenitori di Armando Sales, detti Armandisti hanno cercato un contatto persino con le forze del Partito Comunista Brasiliano, ricevendo però un netto rifiuto alla collaborazione. Tutti sanno che il Brasile è soggetto alle influenze straniere e gli aspiranti golpisti si appoggiano chi agli Stati Uniti d'America, chi alla Germania nazista di Hitler. Solo la componente comunista sembra volere un grande fronte democratico che punti all'autonomia per il Brasile da ingerenze straniere.
In casa del finanziere Costa Vale si attende il ritorno da Bogotà del giovane e scapestrato diplomatico Paulo, reduce da uno scandalo dovuto ad intemperanza nel bere. Il ragazzo è l'ultimo discendente di una delle più antiche famiglie del Brasile. Ma egli non compare alla festa perché, attratto dal luna park, ha intravisto una bella e misteriosa fanciulla e ha fatto in modo di seguirla. Lei è una diciassettenne di origine italiana, Manuela Puccini che, con il fratello Lucas e il resto della famiglia, fa una vita piuttosto povera. Gli svaghi sono rari per Manuela, che desiderava diventare danzatrice. Intanto in una casetta lontana dal centro si festeggia il ventiduesimo compleanno di Mariana, attivista del Partito Comunista. La giovane, figlia di un comunista che è morto da anni, dopo maltrattamenti, arresti e detenzioni, suscita sempre l'ammirazione di compagni di tutte le età. In occasione di questa festa, fa la conoscenza con João, un giovane che, nell'affidarle una missione segreta, resta incantato dalla sua grazia e dalla sua intelligenza.
Passano i giorni e il 10 novembre Getulio Vargas attua il suo golpe. Tutti si chiedono cosa succederà, ma il primo segno dato dal nuovo dittatore è la presa di distanza dai membri dell'Azione Integralista di Salgado, che pure erano stati determinanti nell'ascesa al potere di Getulio. I comunisti sono dichiarati nemici pubblici e Mariana deve occuparsi di situazioni delicatissime insieme ai compagni, come trovare un luogo diverso dove portare la loro stamperia clandestina. Intanto Lucas Puccini (che aveva incontrato un compagno di studi al luna park) è assunto al ministero della propaganda e deve scrivere il discorso di accoglienza per la visita che Getulio farà a San Paolo, città a lui notoriamente ostile. Il nuovo lavoro ha consentito ai Puccini un rapido arricchimento e Manuela, più libera dagli impegni in famiglia, può usufruire di lezioni di ballo. Paulo le ha promesso un lancio sicuro nel mondo dello spettacolo e la ragazza vive in un sogno.
Trascorrono vari mesi e ormai Lucas è un uomo del regime. Manuela ha il suo debutto, ma non è sicura dell'amore di Paulo; si sforza di ignorare gli evidenti segnali delle intenzioni poco serie del giovane. Il gruppo comunista è in pericolo costante, ma molti membri, soprattutto militari o condannati in contumacia, sono inviati in Spagna a combattere contro le truppe del Generale Franco. Eppure tra le file del partito è entrato un certo Saquila che ha seminato zizzania con discorsi disfattisti e ha convinto il custode delle macchine tipografiche nascoste a rifiutare di consegnarle per un più sicuro trasloco. Tra i fatti più gravi da rendere noti a una opinione pubblica sonnacchiosa c'è un progetto governativo di vendere lo sfruttamento di una zona selvaggia e ricca di risorse, la Microregione di Salgado, occupata da indios nativi che sono stati raggirati, alla Germania, allo scopo di riempire le casse dello Stato.
Mariana è instancabile nel portare ordini da una cellula all'altra e, tra stampe di fogli clandestini e scritte sui muri, la presenza dei comunisti è molto grintosa. In città arriva un ragazzo, Jofre Ramos, per prendere il posto dell'attivista precedente, e ora inaffidabile, alla stamperia. Gli si affianca il vecchio Orestes, un anarchico italiano molto coraggioso e ben noto alla polizia. Ma il compagno estromesso va a compiere una soffiata agli agenti e li conduce sul luogo sinora ignoto. Orestes e Jofre sono catturati solo dopo una strenua difesa in cui riescono a distruggere tutto il materiale da stampa. Entrambi muoiono al posto di polizia. Il libro si conclude con il matrimonio tra João e Mariana, che nel frattempo si sono dichiarati il reciproco amore.

## Personaggi
Personaggi storici
- Getúlio Vargas, dopo il golpe militare del 1937, instaura l'Estado Novo, di cui è governatore unico con pieni poteri.
- Armando Sales (de Oliveira), politico appoggiato dalle classi sociali più tradizionaliste, latifondisti, finanzieri, famiglie molto antiche.
- Plínio Salgado, leader dell'Azione Integralista Brasiliana, movimento di ispirazione fascista; nel 1937 appoggia Vargas.
- Luís Carlos Prestes, leader del Partito Comunista Brasiliano (PCB), incarcerato da Vargas.

Personaggi dell'alta società di San Paolo del Brasile
- Artur Carneiro Macedo da Rocha, diplomatico e ministro, ha un gran nome, ma modeste ricchezze.
- Paulo, figlio di Artur, giovane e scapestrato diplomatico.
- José Costa Vale, amico di Artur, banchiere molto ricco e avveduto.
- Marieta Costa Vale, moglie di José, quasi una madre per il giovane Paulo, di cui è segretamente innamorata.
- Venâncio Florival, ricchissimo produttore di caffè, pronto a reprimere scioperi e qualsiasi forma di rivendicazione da parte dei lavoratori.
- Commendatrice da Torre, proprietaria di fabbriche e imprese varie, molto ricca, ma salita da una condizione assai modesta.

Attivisti del PCB
- João, nome sotto il quale si nasconde un giovane, ma importante dirigente.
- Mariana de Azevedo, ex operaia, staffetta del nucleo comunista di San Paolo.
- Orestes, anarchico di origine italiana, detto Vecchio Orestes.
- Ruivo, altro membro di elevata responsabilità nel PCB.
- tenente Apolinário, militare dedito alla causa comunista, cacciato dall'Esercito e costretto ad espatriare in Spagna, dove combatterà contro le truppe del generale Franco.
- Gonçalão (José Gonçalo), attivista compromesso e condannato pesantemente, si nasconde tra i nativi di Rio Salgado
- Jofre Ramos, esperto tipografo latitante (condannato a vari anni di prigione).
- Abelardo Saquila, infiltrato nel Partito comunista, viene smascherato.
- Camaleão, custode della tipografia dei comunisti: ingannato da Saquila, crea gravi problemi ai compagni.

Famiglia Puccini (di estrazione piccolo borghese, vivono nel quartiere italiano di San Paolo
- Lucas, ventisei anni, fa il commesso, ma, in seguito al golpe, inizia una carriera ministeriale che lo arricchisce e gli permette di compiere varie azioni disoneste.
- Manuela, bellissima sorella minore di Lucas (capelli biondi e occhi azzurri); aspira a diventare una ballerina.

Altri personaggi
- César Guilherme Shopel, poeta gradito al regime e accolto abitualmente nell'alta società.
- Alcebíades Morais, scienziato, diviene integralista ed è sfruttato dal movimento per la sua cultura.
- Barros, nominato capo dell'Ordem Política e Social (dipartimento di polizia politica) con sede a San Paulo.

## Edizioni in italiano
- Jorge Amado, Tempi difficili: I sotterranei della libertà, traduzione di Daniela Ferioli; Einaudi, Supercoralli, Torino 1998 ISBN 88-06-14703-X
- Jorge Amado, Tempi difficili: i sotterranei della libertà. 1, traduzione di Daniela Ferioli, Einaudi tascabili, Torino 2004 ISBN 978-88-06-16910-7